# يوهان فريدريش
يوهان فريدريش (بالألمانية: Johannes Friedrich)‏ (و. 1836 – 1917 م) هو مؤلف، وكاتب ألماني، ولد في بوكسدورف (فرانكونيا العليا)، كان عضوًا في الأكاديمية البافارية للعلوم والعلوم الإنسانية، توفي في ميونخ، عن عمر يناهز 81 عاماً.

## التعليم
تعلم في جامعة لودفيغ ماكسيميليان في ميونخ.